# (11696) Capen
Pour les articles homonymes, voir Capen.
(11696) Capen est un astéroïde de la ceinture principale.

## Description
(11696) Capen est un astéroïde de la ceinture principale. Il fut découvert le 22 mars 1998 à la station Anderson Mesa par le programme LONEOS. Il présente une orbite caractérisée par un demi-grand axe de 2,21 UA, une excentricité de 0,14 et une inclinaison de 3,5° par rapport à l'écliptique.

## Compléments